# Vrangö
Ej att förväxla med byn Prangli, Põlvamaa.
Vrangö (även Wrangelsö eller Stora Wrangelsö, estniska: Prangli, tyska: Wrangelsholm) är en ö i Finska viken utanför den estländska nordkusten. Den ligger i Viimsi kommun i landskapet Harjumaa, 26 km nordost om huvudstaden Tallinn. Arean är 6,7 kvadratkilometer.
Vrangö är huvudön i en liten ögrupp bestående av Lilla Vrangö (Aksi), Tiirloo (landfast med Vrangö), Seinakari och Kockskär (Keri). Det finns tre byar på ön, Kelnase, Idaotsa och Lääneotsa. Från Kelnase går färjor till Leppneeme på det estniska fastlandet. Ön domineras av tallvegetation.
Ön nämns i skrift för första gången 1387 med namnet Rango. De första invånarna kom från Sverige. Den estniska kulturen kom till ön på 1600-talet. Fyren på Vrangö byggdes 1923. Kyrkan (Prangli kirik) ligger i byn Lääneotsa.
Terrängen på Vrangö är mycket platt. Öns högsta punkt är 12 meter över havet. Dess namn Kullamägi är en tautologi eftersom 'mägi' betyder kulle på estniska. Ön sträcker sig 4,4 kilometer i nord-sydlig riktning, och 3,6 kilometer i öst-västlig riktning.

## Galleri

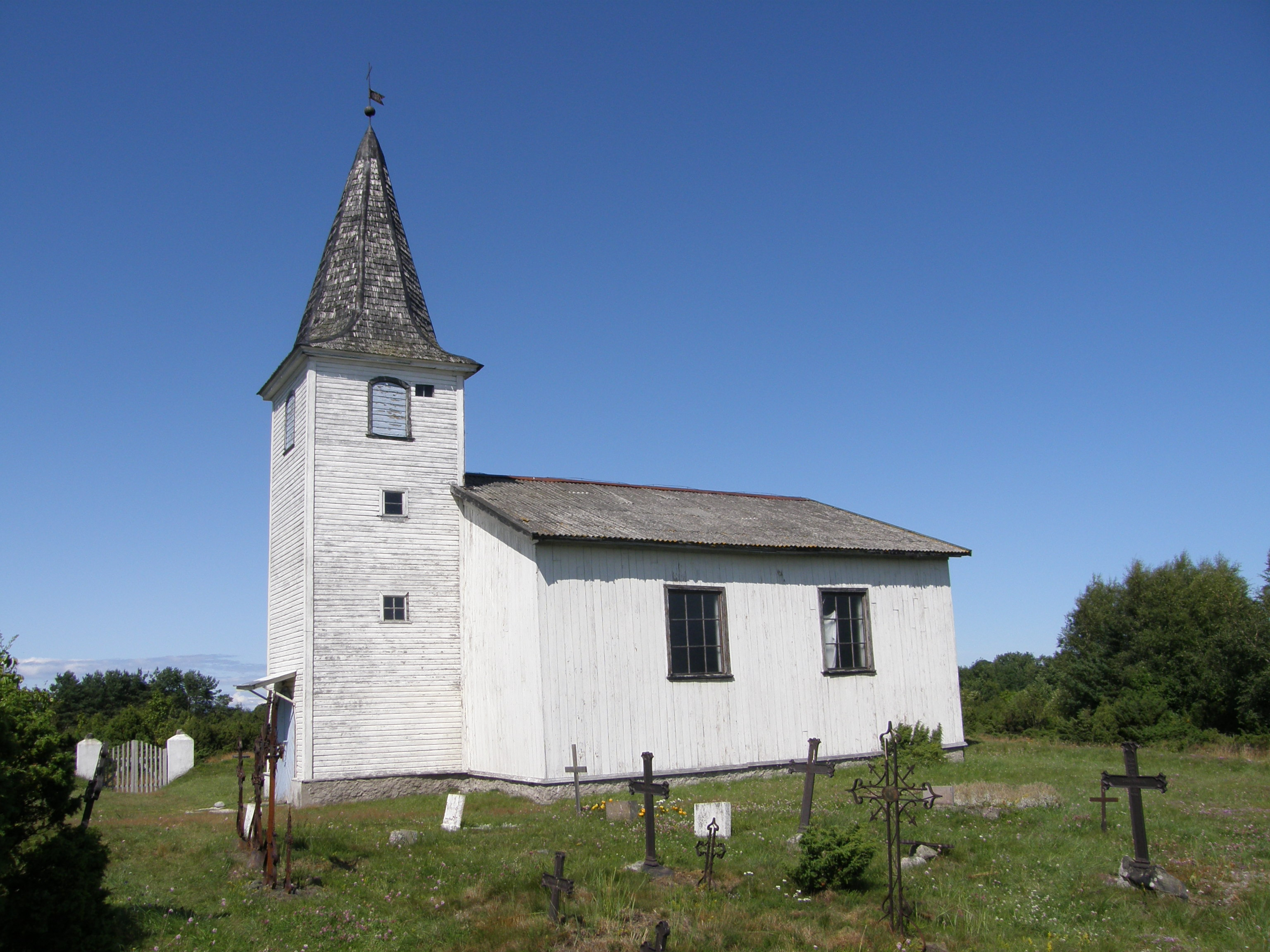
Vrangö kyrka
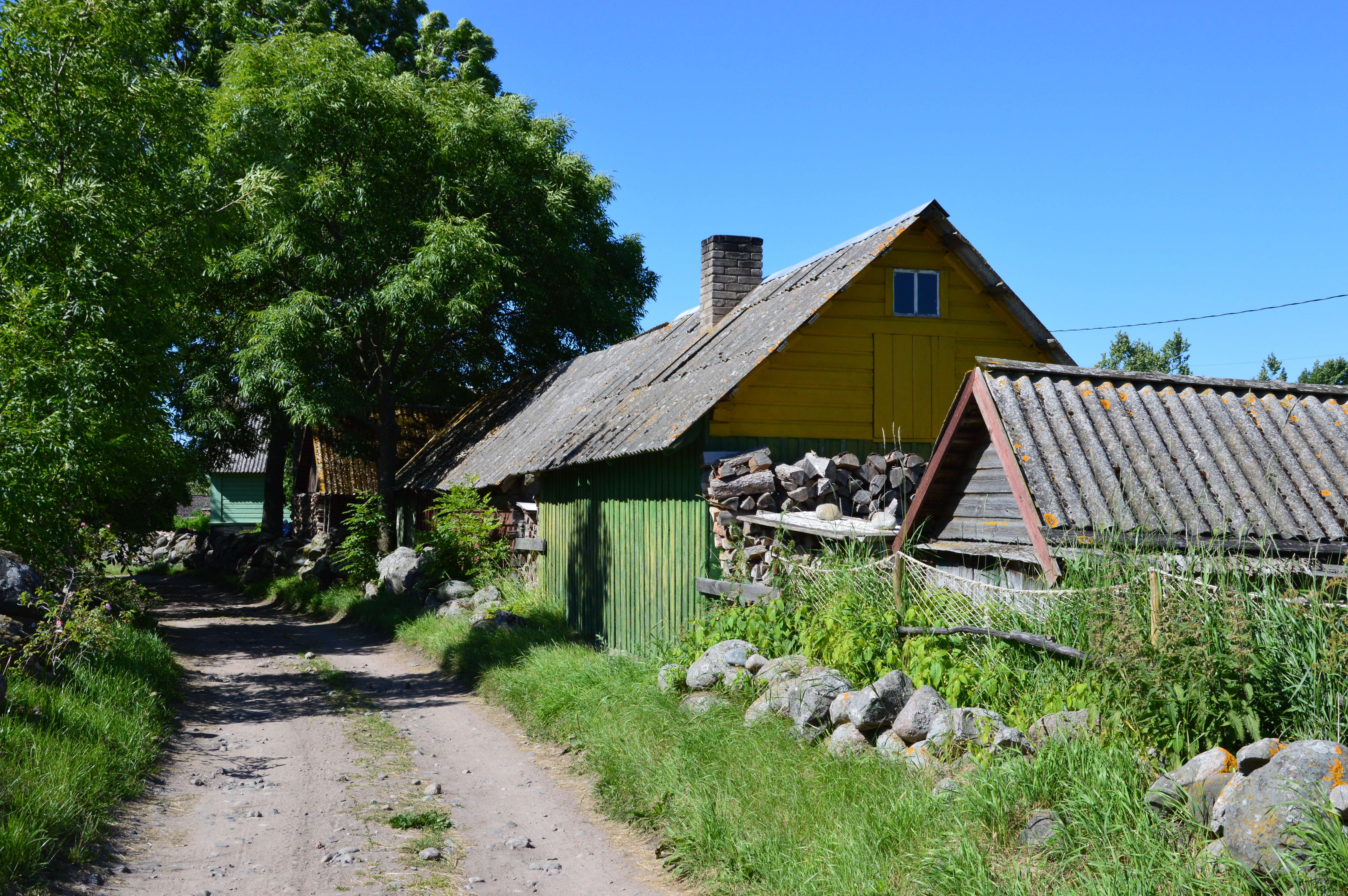
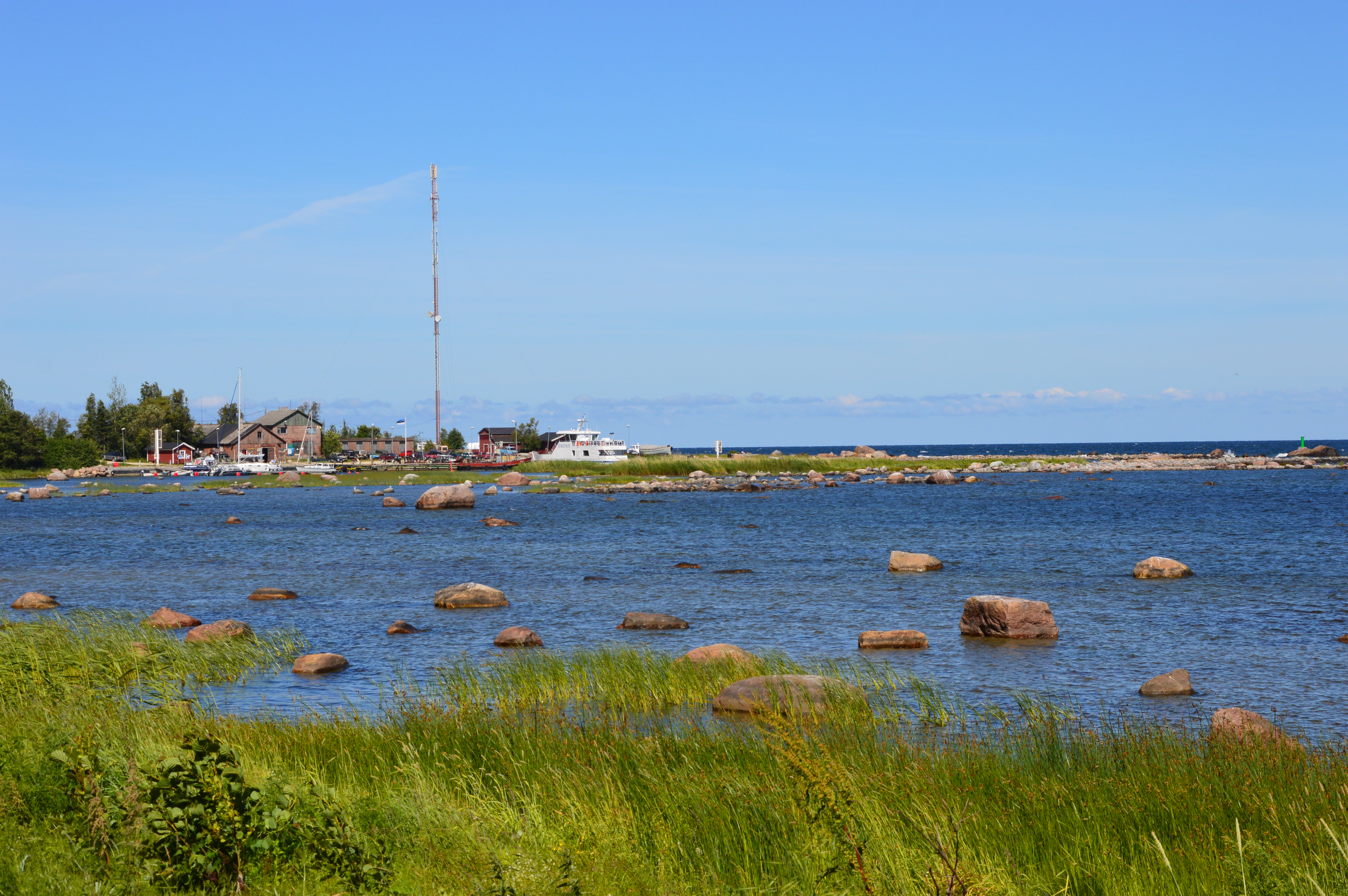
Kelnase hamn
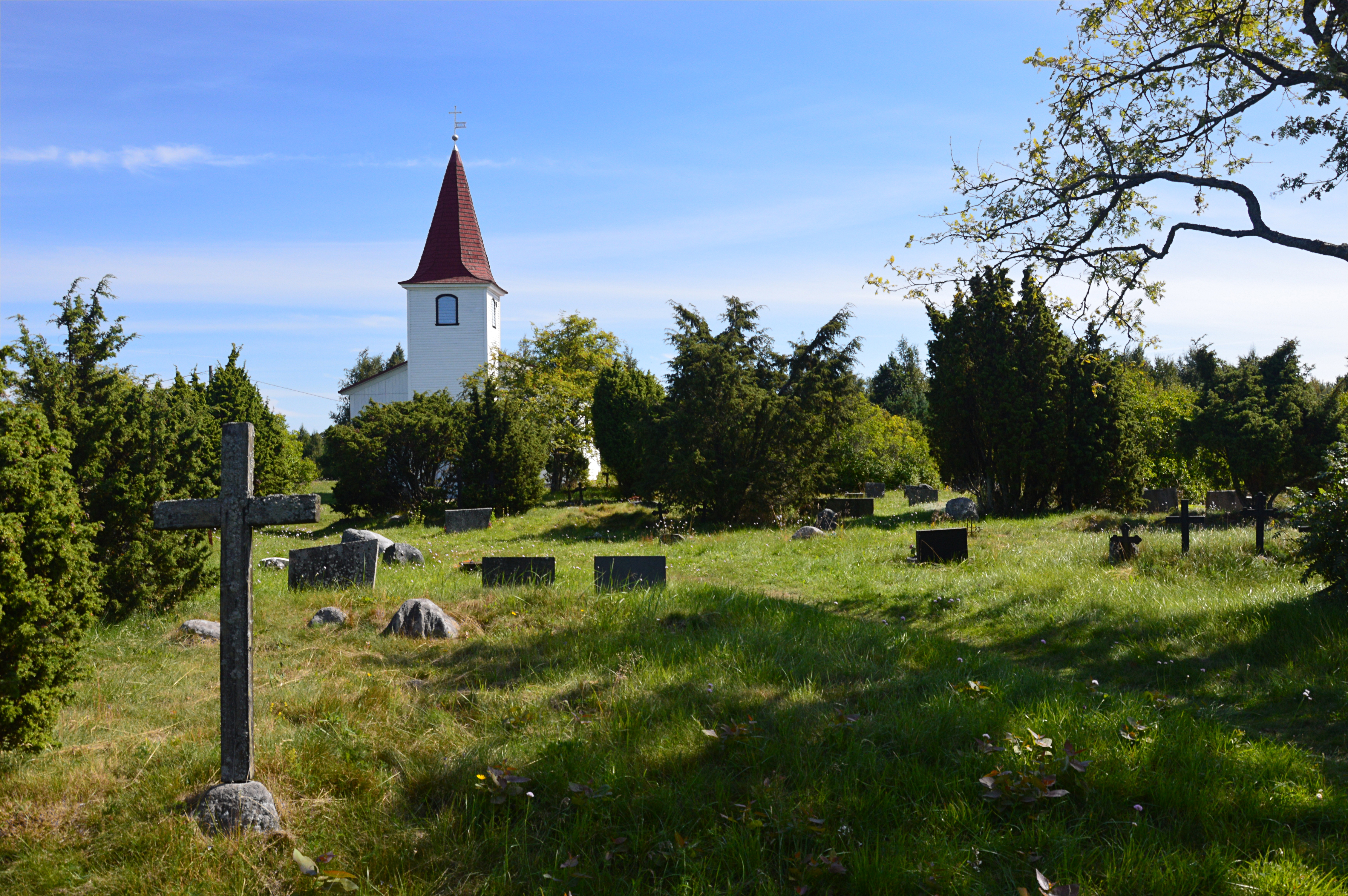
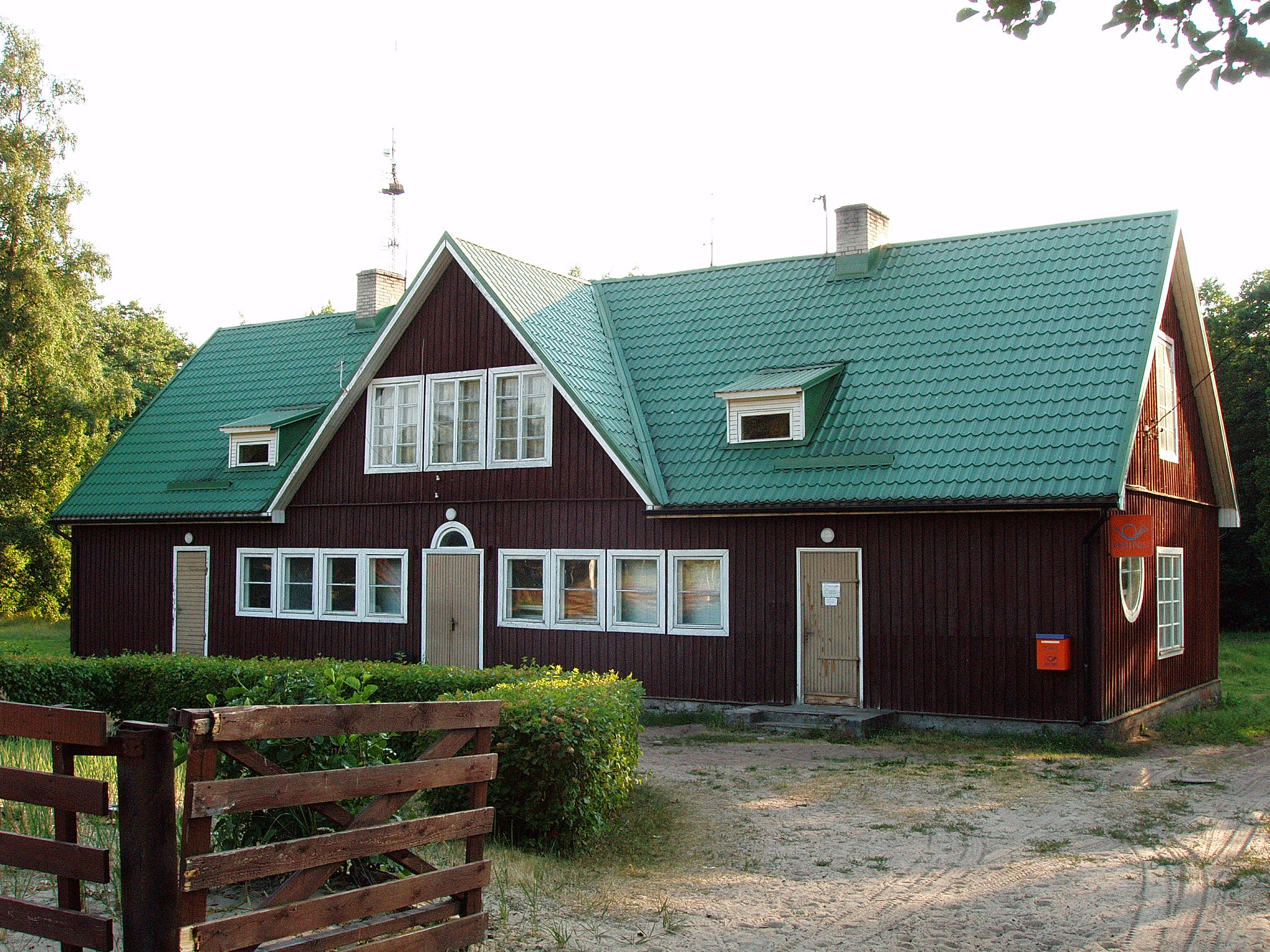
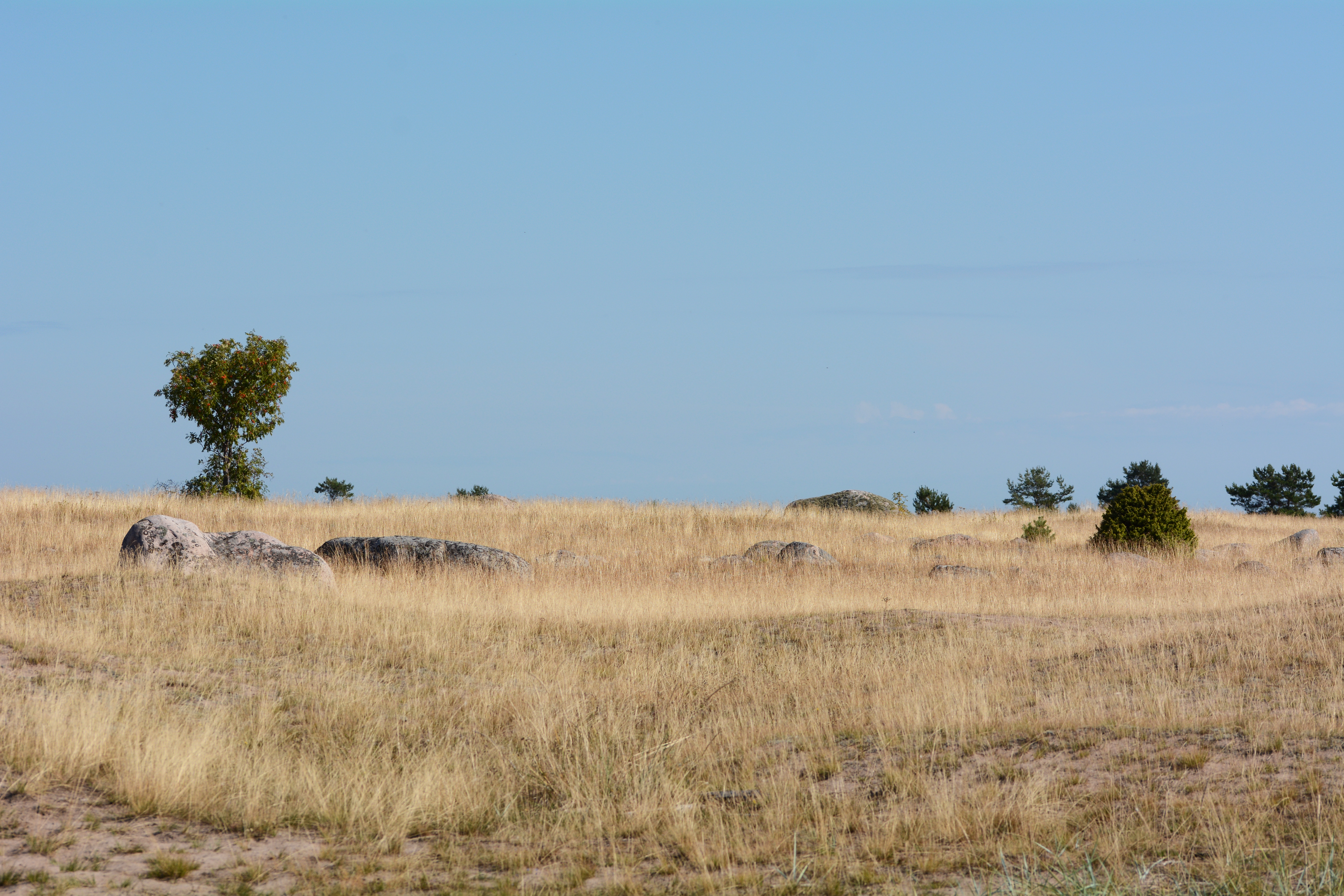
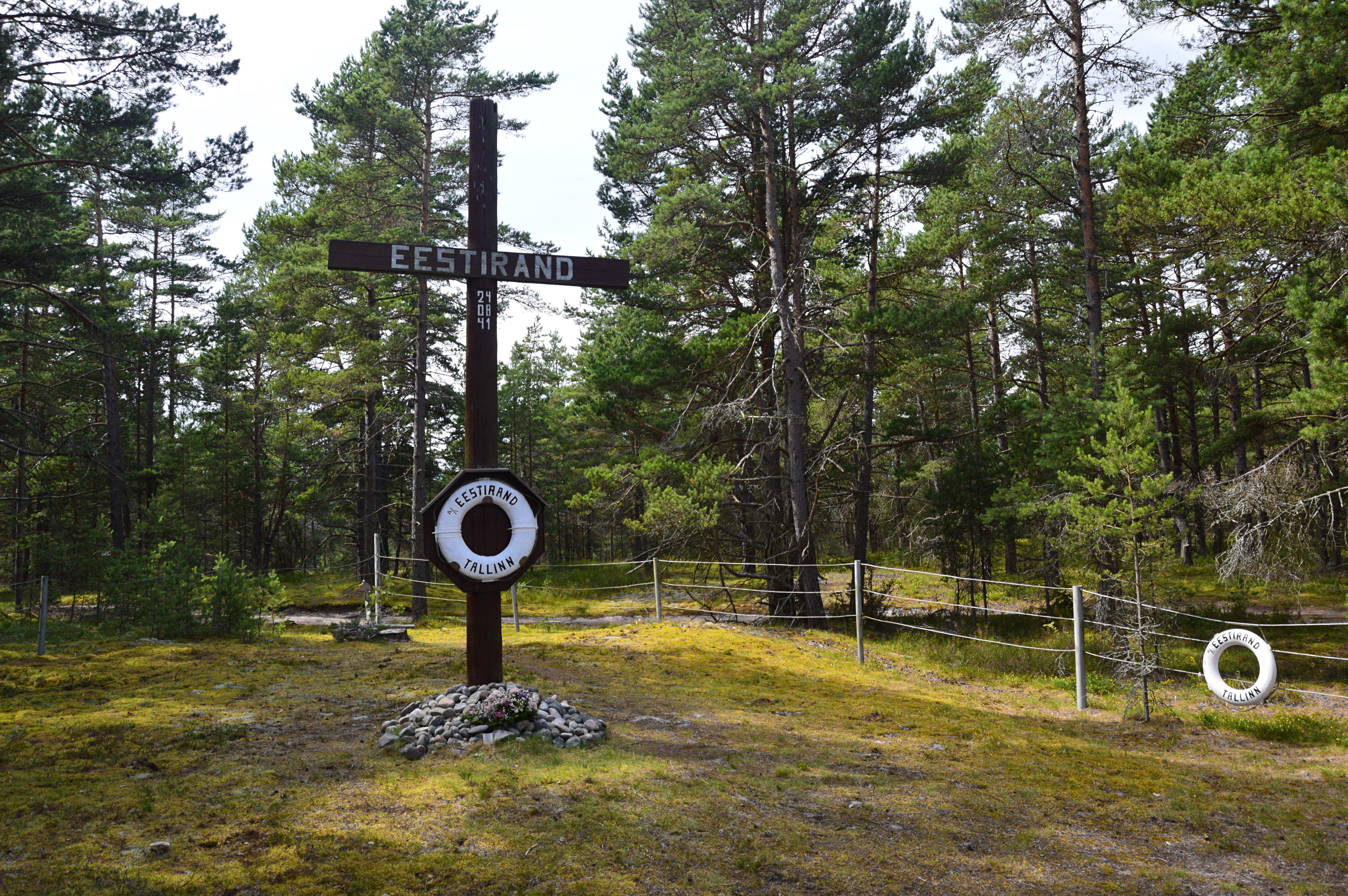
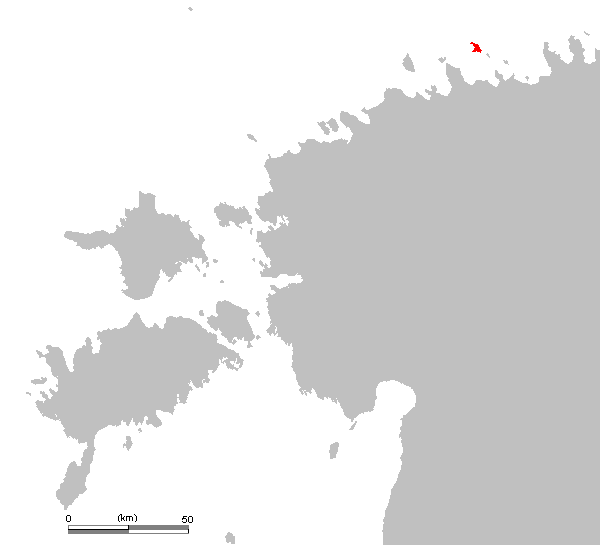